# Дияла (река)
Дияла (на арабски: نهر ديالى‎) е река в Близкия изток. Тя е приток на р. Тигър и протича през териториите на Иран и Ирак. Дълга е 231 km. Влива се в Тигър при Багдад. Плаването в горната част на р. Дияла не е възможно поради тесните проломи, но долината ѝ предлага на Иран и Ирак важен търговски път. Реката се управлява чрез бент в долната част на Дияла, който контролира наводненията и напоява района на североизток от Багдад.